# Kamboja
Kamboja fu il nome di una tribù indoaria, e in seguito di un regno che si formò ai margini nordoccidentali del Subcontinente indiano intorno al VII secolo a.C. L'esatta localizzazione del regno non è certa, ma gli studiosi lo situano in genere intorno alle catene montuose del Pamir e dell'Hindu Kush, tra i moderni Tajikistan, Uzbekistan orientale, Afghanistan settentrionale e il territorio indiano di Jammu e Kashmir. 
Il regno è citato negli antichi testi induisti, tra cui il Mahabharata, il Manusmṛti e gli scritti di Pāṇini. Secondo il testo buddista Anguttara Nikaya, Kamboja era uno dei sedici grandi regni (Mahajanapada) che fiorirono in India tra il VI e il IV secolo a.C. In questi testi si fa menzione di un regno governato dalla casta guerriera induista degli Kshatriya, localizzato oltre la terra di Gandhara. 
La tribù è identificata con i popoli dei Tambyzoi e degli Ambautai descritti da Claudio Tolomeo nella sua Geografia. Il regno entrò in seguito nell'orbita dell'Impero achemenide, quindi dell'Impero Maurya. Ai tempi di Ashoka, Kamboja costituiva una regione autonoma all'interno dell'impero Maurya, e vi furono costruite alcune statue buddiste.

## Storia
I Kamboja entrarono in conflitto con Alessandro Magno quando questi invase l'Asia centrale. Il conquistatore macedone fece man bassa degli accordi di Dario e, dopo aver sbaragliato l'Impero achemenide, si lanciò nell'odierno Afghanistan orientale e nel Pakistan occidentale. Qui incontrò la resistenza delle tribù Kamboja Aspasioi e Assakenoi.
Gli Ashvayan (in greco Aspasioi) erano anche buoni allevatori di bestiame e agricoltori. Ciò risulta chiaro dal gran numero di tori che Alessandro catturò da loro - 230.000 secondo Arriano - alcuni dei quali avevano dimensioni e forme superiori a quelle conosciute dai Macedoni e che Alessandro decise di inviare in Macedonia per l'agricoltura.

### Impero Maurya
I Kamboja sono menzionati come unità di spicco negli Editti di Ashoka del III secolo a.C.. L'Editto XIII della Roccia ci dice che i Kamboja avevano goduto di autonomia sotto i Maurya. Le repubbliche menzionate nell'Editto V della Roccia sono gli Yona, i Kamboja, i Gandhara, i Nabhaka e i Nabhapamkita. Queste repubbliche sono designate come araja vishaya nell'Editto XIII, il che significa che erano senza re, cioè avevano istituzioni repubblicane. In altre parole, i Kamboja formavano un'unità politica autogestita sotto gli imperatori Maurya.
Ashoka inviò dei missionari presso i Kamboja per convertirli al Buddismo e registrò questo fatto nel suo Editto della Roccia V.

### Migrazioni
Durante il II e il I secolo a.C., i clan dei Kamboja provenienti dall'Asia centrale, in alleanza con i Saka, i Pahlava e gli Yavana, entrarono nell'India odierna, diffondendosi nel Sindhu, nel Saurashtra, nel Malwa, nel Rajasthan, nel Punjab e nel Surasena, e costituendo principati indipendenti nell'India occidentale e sud-occidentale.
Ci sono riferimenti alle orde di Saci, Yavana, Kamboja e Pahlava nel Bala Kanda del Valmiki Ramayana. In questi versi si possono vedere scorci delle lotte degli indù contro le orde invasori provenienti da nord-ovest. Si ritiene che la famiglia reale dei Kamuias menzionata nel Capitello del Leone di Mathura sia legata alla casa reale di Taxila nel Gandhara. In epoca medievale, i Kamboja sono noti per essersi impadroniti del Bengala nord-occidentale e per aver fondato la propria dinastia Kamboja-Pala.